# Marc S. Ellenbogen
Marc S. Ellenbogen (* 6. února 1963 Heidelberg) je americký podnikatel, diplomat a filantrop, který je předsedou správní rady The Global Panel Foundation, prezidentem The Prague Society a bývalým místopředsedou poradního sboru americké Demokratické strany.
V roce 2009 byl Marc S. Ellenbogen nominován americkým prezidentem Barackem Obamou na funkci amerického velvyslance v Bulharsku.
Marc S. Ellenbogen taktéž už mnoho let vynakládá ve střední a východní Evropě nemalé úsilí v boji proti korupci.

## Raný život a vzdělání
Předci Marca Ellenbogena pocházeli z německé šlechtické rodiny von Katzen-Ellenbogen. Ellenbogenův otec, Paul Ellenbogen, sloužil jako důstojník námořnictva v procesech s válečnými zločiny v Japonsku. Hanno R. Ellenbogen Citizenship Award je pojmenována po jeho matce.
Navštěvoval Heidelberg American High School A byl postgraduálním studentem na Maxwell School of Citizenship and Public Affairs na Syracuse University. Později navštěvoval Magdalen College na University of Oxford.

## Kariéra
Je předsedou Nadace Global Panel Foundation a Prague Society for International Cooperation. Každoročně je hostitelem Hanno R. Ellenbogen Citizenship Award. 
Byl mezinárodně publikovaným fejetonistou pro United Press International (2004-2010), s více než 300 fejetony, které se objevily i v dalších publikacích, jako například The Washington Times, The Globe a Mail , Financial Times a Die Welt . Díla Op-eds vyšla pod názvem Atlantic Eye a zabývala se politickými otázkami a vlastní zkušeností Marca Ellenbogena s diplomacií za Atlantikem. Dílo Atlantic Eye bylo citováno v mnoha tištěných médiích. V letech 2004 až 2010 působil v Národním poradním sboru Demokratické strany USA.Je bývalým místopředsedou a zakládajícím členem správní rady Democratic Expat Leadership Council.

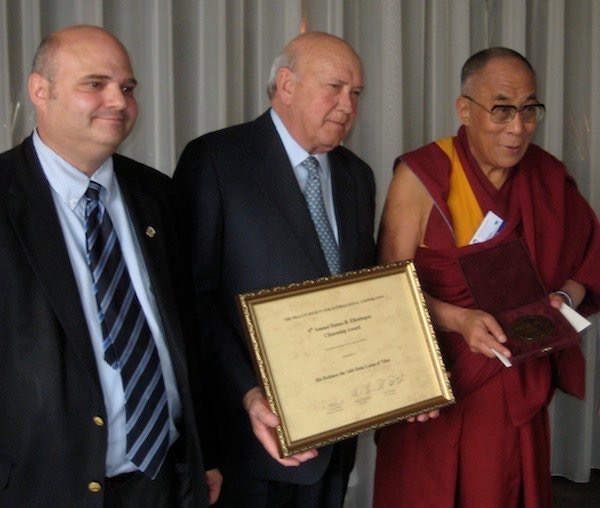
Marc Ellenbogen s dalajlamou v Praze

V roce 2009 jej nominoval americký prezident Barack Obama na post velvyslance v Bulharsku.
Je doživotním členem Asociace armády Spojených států a členem Námořní ligy Spojených států amerických. Je také členem správní rady CERGE-EI Foundation (New York, USA) a společníkem Moynihan Institute of Global Affairs, Maxwell School of Citizenship and Public Affairs (Syracuse, USA).